# Препринт
Препри́нт (или предпублика́ция; от англ. Preprint) — предварительная версия публикации (книга, статья) для ознакомления (автором, редколлегией, рецензентами и специалистами), до её официального окончательного выхода в тираж (который занимает более долгое время).
Это может быть исследовательская работа, размещённая авторами в открытом доступе для ускорения научного обмена, до её публикации в рецензируемом научном журнале.
Под препринтами понимают как черновой вариант научного текста (статья, доклад на конференции, рецензия), описание и отчёты об экспериментах (в том числе и неудавшихся), так и результаты в базе данных.
Практика обмена препринтами между исследователями начала складываться ещё в 1940-х годах, однако наибольшее распространение она получила с появлением интернета в 1990-е годы. Препринты способствуют ускорению процесса обмена научной информацией и демократизации знания — статьи, изначально выпущенные в виде препринтов, получают больше цитирований и упоминаний в СМИ. Главным образом это происходит за счёт скорости публикации — если в случае традиционных научных журналов издание работы занимает от полугода до нескольких лет, то препринт доступен общественности уже в течение 24—48 часов с момента загрузки на сайт. Помимо этого, статьи в научных журналах скрыты за пейволлами, в то время как препринты подразумевают наличие открытого доступа к материалам. Чаще всего авторы размещают препринты в специализированных онлайн-архивах или репозиториях. В 1991 году физик Пол Гинспарг создал первый онлайн-архив препринтов arXiv.org, впоследствии получивший широкое распространение — на май 2021 года коллекция портала насчитывала более 1,8 млн публикаций. Другими крупными репозиториями являются SSRN, PubMed Central, bioRxiv, SocArXiv. Каждый препринт получает собственный цифровой идентификатор объекта, используемый для цитирования.

## Характеристика

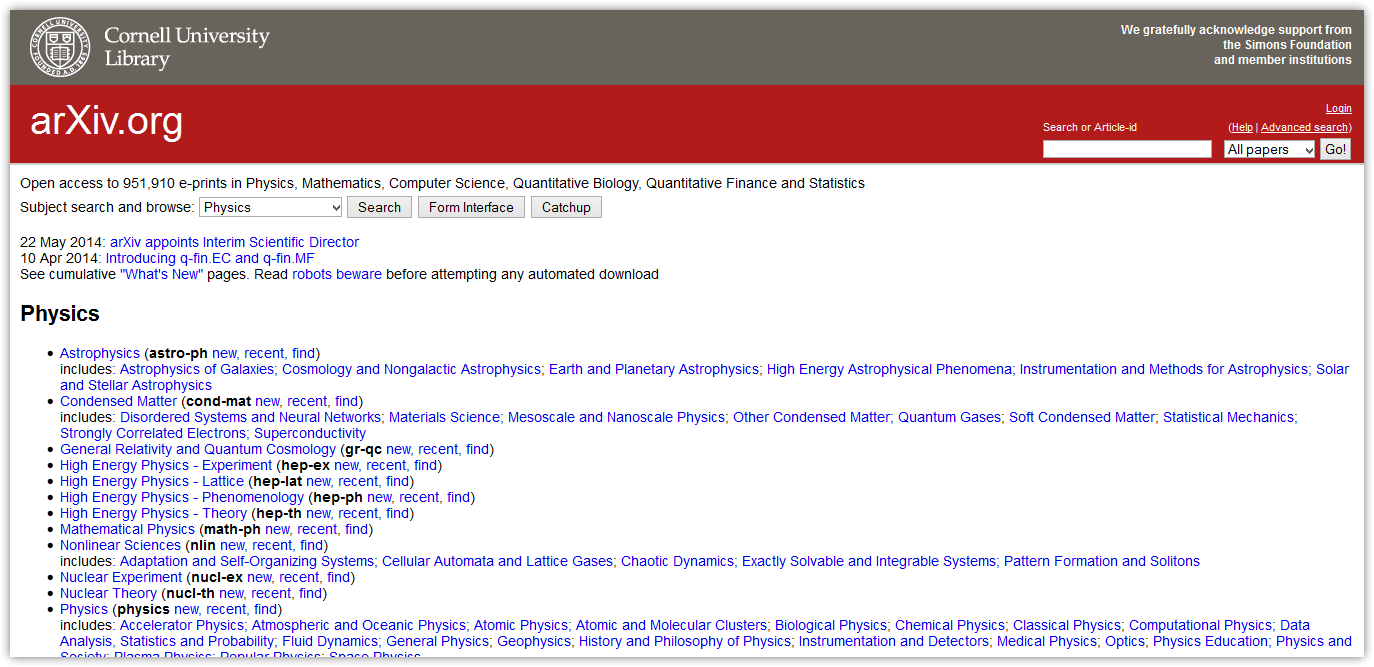
Снимок экрана основной страницы arXiv, 2014

Традиционно под препринтом (калька с английского термина preprint — пред-публикация) понимали научный текст, размещённый в открытом доступе в интернете до публикации в рецензируемом научном журнале. Однако с распространением практики публикации препринтов и движения за открытый доступ понятие значительно расширилось, и на 2021-й год исследователи трактуют термин по-разному. Так, Британская научная ассоциация определяет препринт как «версию документа перед рецензированием». Но такое определение подразумевает, что в итоге все препринты будут либо отрецензированы, либо опубликованы в журнале, что не всегда является правдой — зачастую авторы решают оставить работу в форме препринта. В связи с этим отдельные исследователи подняли вопрос о том, может ли никогда не опубликованная работа считаться препринтом. Например, математик Григорий Перельман разместил доказательство гипотезы Пуанкаре, одной из задач тысячелетия, только в форме препринтов на портале arXiv.org. Зачастую препринты публикуют после рецензирования и даже публикации в журнале, следуя зелёному пути открытого доступа. Если в 1990-е годы препринты отличались от обычных научных журналов тем, что их размещали на онлайн-платформах, которые не принадлежали научным издательствам, то начиная с 2010-х годов многие издатели и организации также начали создавать репозитории для размещения препринтов. Так,   Elsevier  инициировал создание PeerJ, а Американское химическое общество –  SSRN. При этом некоторые журналы используют сервера препринтов для хранения PDF версий своих статей. В их число входят математический журнал Discrete Analysis и Open Journal. Комитет по этике научных публикаций (COPE) определяет препринт как «Научную рукопись, опубликованную автором/авторами на открытой платформе, обычно до или параллельно с процессом экспертной оценки».
Препринтом может быть черновой вариант научного текста (статья, доклад на конференции, рецензия), описание экспериментов и результатов, отчёт о результатах (в том числе и негативных), база данных. Каждый препринт получает собственный цифровой идентификатор объекта, используемый другими исследователями для цитирования. Отличительной чертой препринта от других форм онлайн-публикаций, в том числе и академического блоггинга, является то, что для его публикации не требуется проходить процесс рецензирования.

## История

### 1940—1960-е годы
Учёные начали обмениваться друг с другом ещё не опубликованными отчётами об экспериментах и черновыми версиями статей начиная с 1940-х годов. К этому их побудил слишком длительный цикл публикации в научных журналах, который мог достигать нескольких лет, в то время как в отдельных отраслях точных наук обмен результатами новейших экспериментов имеет особую важность из-за опасности дублирования дорогостоящих экспериментов. Со временем всё больше исследователей отправляли короткие заметки о своей работе (или даже полнотекстовые статьи до публикации) как своим коллегам в смежных научных областях, так и в крупные исследовательские институты. Помимо распространения информации об актуальных исследованиях, эта неформальная практика позволяла закреплять за учёными первенство открытия в случае разногласий.
В 1940-х годах обмен препринтами стал достаточно распространённой неформальной практикой в академической среде. Этому способствовало и увеличение объёма научных публикаций после окончания Второй мировой войны — многие исследователи, ранее работавшие над засекреченными проектами и технологиями, после снятия грифа секретности начали делиться с коллегами наработками за прошедшие годы. Главным инструментом распространения препринтов в тот период стали тематические научные организации или неформальные рабочие группы, в которые учёные объединялись для обсуждения последних новостей в той или иной области. Начиная с 1945 года в Европе и США отдельные исследователи начали предлагать проекты по реформированию существующей системы через создание единой федерации научных сообществ — это бы способствовало централизованному распределению препринтов среди членов. Однако предлагаемые проекты так и не были воплощены в жизнь. Централизованным распространением препринтов впервые занялся в 1946 году Массачусетский технологический институт, начавший публиковать препринты Американского химического общества в области нефтяной химии. Спустя три года в США была инициирована программа Medical Science Information Exchange (MSIE), нацеленная на институционализацию и демократизацию процесса обмена препринтами через распространение статей среди тех исследователей и образовательных центров, которые не входили в список распространения препринтов. Внутри программы распространяли препринты и отчёты исследований, спонсируемых за счёт федеральных и частных фондов. В 1953 году MSIE переименовали в Bio-Sciences Information Exchange, который впоследствии стал частью Смитсоновского института. В 1960 году центр стал собирать данные по физическим и социальным наукам, а в 1972 году он был переименован в Smithsonian Science Information Exchange.
Создание крупнейшей в мире лаборатории физики высоких энергий ЦЕРН в 1954 году способствовало развитию области и, в частности, проведению экспериментов с использованием ускорителя заряженных частиц. ЦЕРН увеличил количество данных в этой области и благодаря скорости появления новых результатов экспериментов препринты стали главным способом распространения знания. В начале 1950-х годов бельгийский физик элементарных частиц Леон Розенфельд жаловался на то, что «почти утонул в потоке новых результатов экспериментов с ускорителями элементарных частиц», и заметил, что, поскольку «физики рассылают препринты коллегам по тому же пути… периодические издания перестали должным образом выполнять свои функции». Другим катализатором стал запуск Советским Союзом «Спутника-1» в 1957 году, в связи с чем правительство США начало обращать внимание на эффективность обмена научной информацией. В частности, Международная конференция по научной информации, спонсируемая Национальным научным фондом, Национальной академией наук и Национальным управлением архивов и документацией США, провела обсуждение состояния дел в сфере публикации исследований, по результатам которого был выпущен двухтомный документ объёмом 1600 страниц, в который вошли различные выводы и предложения известных пионеров в области обмена информации. Особое внимание в документе было уделено роли препринтов в обмене информацией между учёными. Согласно исследованию практик научной коммуникации в психологии от 1961 года, обмен препринтами между авторами и потребителями информации в области психологических наук стал одной из главных неформальных практик, существующих в качестве альтернативы системе журнальных публикаций. При этом больше всего от неё выигрывали молодые учёные, сотрудники небольших учреждений и исследователи из развивающихся стран.
В 1961 году Национальные институты здравоохранения США (NIH) инициировали экспериментальную программу под названием Information Exchange Group, направленную на выявление коммуникационных стратегий и практик среди учёных, работающих в единой научной дисциплине. Суть эксперимента заключалась в формировании нескольких групп учёных, которые должны были делиться друг с другом препринтами на протяжении нескольких лет. За шесть лет существования программы было сформировано 7 групп, в которых приняло участие больше 3600 человек, создавших и распространивших более 1,5 млн препринтов. 80 % материалов, которыми исследователи делились друг с другом, составляли статьи, из которых 1/3 материалов уже были отрецензированы журналами, но не были опубликованы; 2/3 препринтов составили черновые версии статей до рецензирования. Члены групп комментировали работы друг друга и в отдельных случаях устраивали дебаты по спорным вопросам. Более трети участников IEG жили за пределами США (в основном в Великобритании, Японии и Австралии), более 90 % препринтов были на английском языке. Главной целью IEG стал анализ неформальных практик общения между учёными и потенциальные альтернативы журнальной системе, значительно замедляющей процесс распространения знания. Однако многие исследователи раскритиковали эксперимент — по их мнению, препринты способствуют распространению непроверенного и нерецензируемого знания, что только оказывает негативный эффект на развитие науки. Впоследствии физик-теоретик Майкл Моравчик опубликовал в журнале Physics Today предложение создать систему IEG в физических науках — Physics Information Exchange (PIE). Однако его призыв был раскритикован другими исследователями. Так, ответ Моравчику был опубликован в этом же журнале другим физиком Симоном Пастернаком:

Я убеждён, что проект Physics Information Exchange (PIE), предложенный Моравчиком, представляет серьёзную угрозу для коммуникации в сфере физической науки и для сообщества исследователей физики. Во имя улучшения коммуникации в области физики, он [проект] обязуется распространять неотредактированную, нереферированную и неконтролируемую коллекцию документов, во много раз превышающую размер любого физического журнала. Это будет полное освобождение от правил журналов по физике, от реальных потребностей физиков-исследователей, от экономической реальности и от целостности английского языка.
Оригинальный текст (англ.)I AM CONVINCED that the Physics Information Exchange (PIE) proposed by Moravcsik constitutes a serious threat to physics communication and to the physics research community. In the name of improved physics communication it would undertake to distribute an unedited, unrefereed, uncontrolled collection of documents many times larger than any physics journal. It would have a blanket exemption from the regulations of the physics journals, from the real needs of research physicists, from economic reality and from the integrity of the English language.

В 1967 году Стэнфордский университет инициировал создание SPIERS — базы данных работ в области физики высоких энергий, содержащей библиографические данные обо всех получаемых Национальной ускорительной лабораторией SLAC препринтах. SLAC начала распространять еженедельные списки, содержащие информацию о новых препринтах.
В 1950—1960-е годы также происходило становление рынка академических публикаций — вместе с ростом количества научных статей стал появляться консолидированный издательский рынок и отдельные издательства начали массово скупать научные журналы. В этот период основными игроками в этой сфере стали Reed-Elsevier, Blackwell Science, Alex Springer и Taylor & Francis, к 1973 году контролирующие около 20 % рынка научной периодики. В сложившийся системе имущественные права на публикацию переходили к издательствам, продававшим доступ к работам через систему академических подписок, а исследователи не получали денежных вознаграждений за публикацию. Высокие цены на подписки объяснялись расходами на публикационный процесс.

### 1970—1980-е годы
В период с 1970 по 1980 год исследователи в области физики высоких энергий сыграли наибольшую роль в становлении системы обмена препринтами как неформальной практики научной коммуникации. Так, в 1971 году была запущена Электронная доска объявлений (EBB), функционирующая на основе технологии передачи данных FTP. На доске исследователи публиковали последние результаты экспериментов и препринты, а также небольшие заметки для коллег в схожих научных областях. Уже к 1975 году библиотека SLAC получала в среднем около 70 препринтов в неделю, а к 1980-му это число увеличилось до 97. В 1983 году SPIERS была удостоена награды Ассоциации специализированных библиотек, а спустя два года каталог содержал около 12 000 препринтов. Для систематизации поиска по базе данных разработчик SLAC Джордж Крейн создал программу QSPIRES, которая также позволяла просматривать количество цитирований определённой статьи.
Начиная с середины 1970-х годов библиотекари Национальной радиоастрономической обсерватории США (NRAO) отслеживали документы и отчёты исследователей обсерватории для составления ежегодного библиографического списка. Этот систематизированный список, написанный на языке  Фортран, носил название «RAPsheet» (Радиоастрономические препринты) и представлял собой список новых публикаций, которые NRAO получала от других исследователей каждые две недели. Сотрудники библиотеки предоставляли еженедельную распечатку всей базы данных, содержащую организованные по учреждениям годовые списки препринтов. Однако поиск по-прежнему не был общедоступным, поскольку был слишком громоздким для открытого пользования.
Благодаря распространению компьютеров и новых способов электронной коммуникации в конце 1980-х годов на замену рассылки бумажных версий препринтов пришла рассылка аннотаций отчётов по электронной почте — исследователи самостоятельно искали интересующую их работу в базе данных SPIERS и запрашивали копию у авторов, которые, в свою очередь, высылали публикации по обычной почте. Для ускорения процесса обмена препринтами исследователи начали использовать систему компьютерной вёрстки TeX, которая позволяла генерировать электронные документы и отправлять их по e-mail. Исследование Кинга, Макдональда и Родерера по использованию научных журналов в Соединённых Штатах показало, что в этот период чуть более половины авторов научных статей делились друг с другом препринтами.

### 1990—2010-е годы

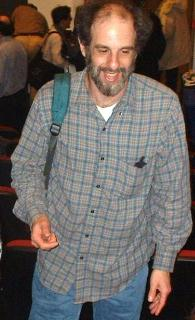
Создатель ArXiv Пол Гинспарг в 2005 году

В 1991 году физик Пол Гинспарг создал первый онлайн-архив препринтов — arXiv.org. Портал функционировал на основе программного кода, позволяющего автоматизировать процесс обмена файлами электронного списка рассылок, созданного Джоаном Коном из Принстонского Института перспективных исследований. Изначально Гинспарг создал LANL или xxx.lanl.gov — почтовый FTP-сервер или электронную доску объявлений, рассчитанную на примерно 100 заявок в год от исследователей в области физики элементарных частиц высоких энергий. LAML являлось сокращением от Лос-Аламосской национальной лаборатории, в которой Гинспарг на тот момент работал, а за первые шесть месяцев к серверу присоединилось более 400 пользователей. Благодаря созданному Гинспаргом программному обеспечению пользователи могли загружать работы на центральный сервер, а также скачивать и осуществлять поиск по каталогу. Вскоре LANL стал ведущей площадкой по обмену мнениями и проведения дискуссий о текущих исследованиях в области физики — отчасти благодаря тому, что научные журналы не торопились переходить к онлайн-формату. Статьи хранились на недорогих дисковых накопителях, для одной статьи требовалось около 50 килобайт. К 1992 году у LANL было уже более 2000 зарегистрированных пользователей, которые могли просматривать и загружать препринты в восьми разделах физики — от экспериментальной ядерной физики до нелинейной динамики и материаловедения. К 1993-му среднее ежемесячное количество новых препринтов достигло 600. В 2003 году была добавлена возможность публиковать работы по биологии. Успех arXiv способствовал появлению аналогичных порталов в других дисциплинах. Так, в 1994-м был создан SSRN — хранилище препринтов по социальным наукам, в 1999-м — ClinMedNetPrints.org для препринтов по медицине. В 2007 году Nature Publishing Group запустила сервер под названием Nature Precedings, который собрал более 2000 рукописей, в основном по биологии. Сервис просуществовал 5 лет и был закрыт в 2012 году из-за “неустойчивости проекта”.
В период с 1990 по 2010-й год система препринтов легла в основу зелёного пути открытого доступа, определённого в 2002 году Будапештской инициативой. «Зелёный путь» подразумевает публикацию научных статей в традиционных коммерческих журналах c одновременным размещением в открытых источниках — крупных тематических (например, arXiv.org) или институциональных репозиториях. Зелёный путь является наиболее демократичным способом перехода к новым «открытым» видам публикации, поскольку не подразумевает резкого изменения издательской бизнес-модели.

### 2013—2019-й год
Период с 2013 по 2019 год называют «второй волной препринтов». Это связано с развитием движения за открытый доступ и внедрением принципов открытой науки в законодательные акты Европейского Союза — только семилетняя программа по поддержке и поощрению научных исследований «Горизонт 2020» требовала от всех финансируемых ЕС исследований публикацию в открытом доступе.
С ростом популярности движения за открытый доступ стали появляться и новые архивы препринтов — только с 2013 по 2018 было зарегистрировано 18 новых платформ. В 2013-м был создан крупный сервер для препринтов по биологии BioRxiv, а в 2016-м Центр открытой науки запустил сразу несколько тематических репозиториев — SocArXiv (архив препринтов по социальным наукам), engrXiv (по инженерии) и PsyArXiv (психологии). В 2018 году Американский геофизический союз запустил платформу ESSOAr. Одновременно с этим стали появляться и первые национальные репозитории, такие как ChinaXiv (Китай), IndiaRxiv (для Индия), INA-Rxiv (Индонезия), Frenxiv (Франция), Arabirxiv для арабских стран. При поддержке проекта Public Knowledge Project ведётся работа по созданию Scielo Preprints — сервера препринтов Латинской Америки. Отдельные фонды, занимающиеся финансированием научных проектов, также начали инициировать создание репозиториев — например, как программа Wellcome от фонда Wellcome Trust. Одновременно с этим издательства также начали адаптировать практики открытого доступа. Так, PeerJ и MDPI создали собственные службы препринтов, а PLOS размещает материалы своего журнала PLOS ONE в bioRxiv от имени авторов. Новые платформы создаются в коллаборации с крупнейшими издательствами: Springer Nature основало сервер In Review, издательство Elsevier создало ChemRN. Платформа публикации F1000 Research продвигает новую модель публикации, включающую препринты, по которой размещаемые авторами работы становятся доступны для открытого рецензирования другими участниками. Созданный в 1994 году Комитет по этике научных публикаций (COPE) выпустил отдельные регламенты для издания и распространения препринтов. В 2019 году был создан целый ряд новых серверов, включая портал медицинских препринтов MedRxiv, издательские сайты, такие как Research Square, Authorea и другие, а также платформы вроде PreReview, на которых можно давать оценку препринтам.
В 2016 году была проведена конференция ASAPbio, посвящённая изучению более широкого применения препринтов и распространения результатов исследований. Впоследствии ASAPbio переросло в инициативу, направленную на содействие распространению препринтов в биомедицинских науках. Пользователи используют хештег #ASAPbio, чтобы привлечь внимание к публикации работ по биологии в открытом доступе. Так, в феврале 2016 года американский молекулярный биолог и лауреат Нобелевской премии по физиологии или медицине Кэрол Грейдер опубликовала отчёт в виде препринта на портале bioRxiv до отправки в научный журнал для рецензирования. В ознаменование этого она написала об этом в Твиттере и поставила хештег #ASAPbio. ASAPbio поддержали и другие биологи, в том числе Стив О'Ши из Лаборатории в Колд-Спринг-Харбор.

### Пандемия COVID-19

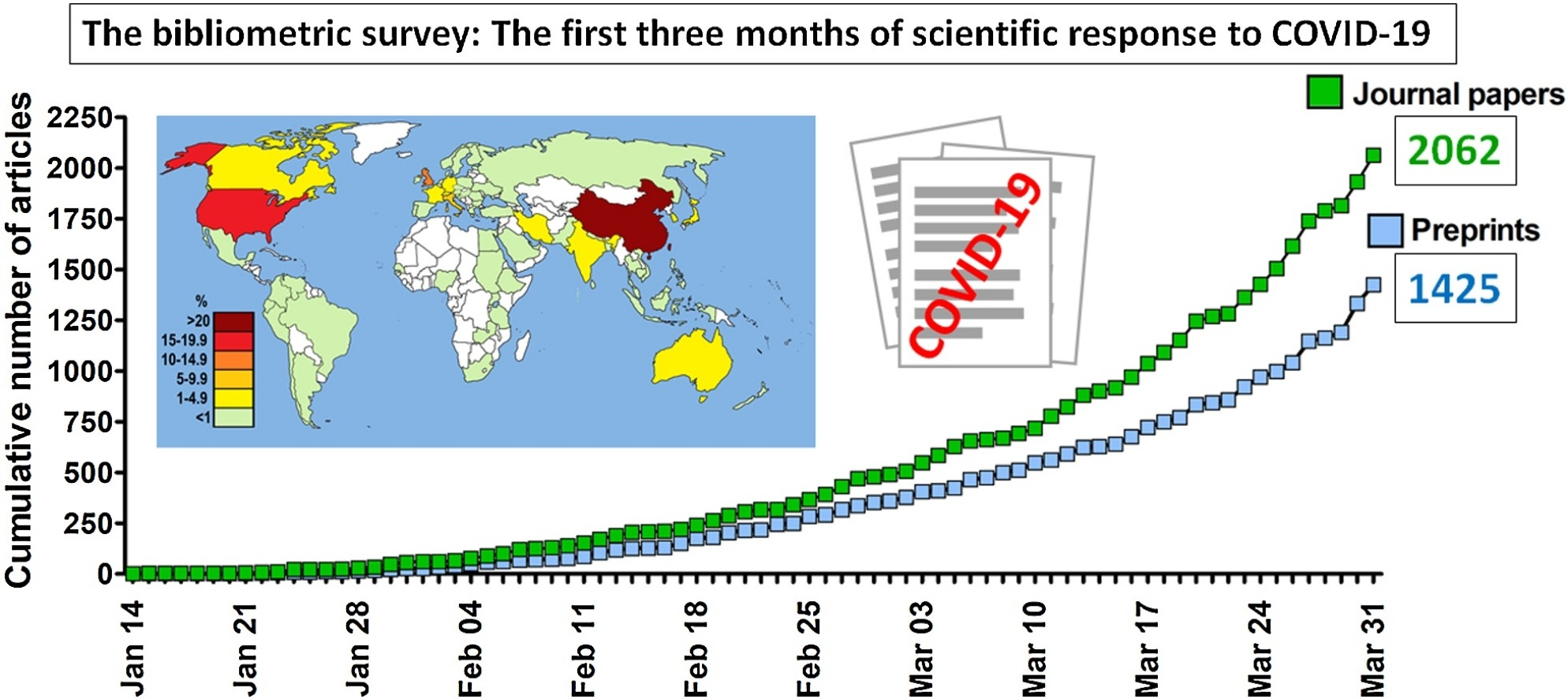
Обзор исследовательских публикаций о вспышке COVID-19 за первые три месяца 2020 года. Динамика публикации препринтов выделена голубым цветом

Пандемия COVID-19 привела к всплеску научных работ по различным аспектам вируса. Так, весной 2020 года только в журнал The New England Journal of Medicine поступало 110—150 статей ежедневно. Для ускорения процесса обмена научными данными издатели значительно снизили выделяемое на рецензии время для рукописей по COVID-19. Однако несмотря на то, что в среднем время между отправкой и публикацией статьи сократилось на 49 %, полный процесс издания научной работы по-прежнему составлял минимум 4—5 недель. Это привело к повышению популярности препринтов, делающих работы доступными в течение 24—48 часов с момента загрузки на сайт. Из 30 260 научных статей про COVID-19, вышедших в первые десять месяцев после начала пандемии, более 25 % были изначально опубликованы в виде препринтов. Только за лето 2020 года на сервере MedRXiv количество опубликованных препринтов увеличилось на 400 % по сравнению с тем же периодом 2019-го. При этом увеличилось количество читателей и уровень доверия к неотрецензированным работам — препринты по COVID-19 просматривали в 18,2 раза чаще и загружали в 27,1 раз чаще, чем препринты по другим темам, опубликованные за тот же десятимесячный период. Одновременно с этим новостные СМИ, включая BBC, начали активно ссылаться на препринты для освещения актуальных исследований по вирусу, а Всемирная организация здравоохранения и Европейский центр профилактики и контроля заболеваний использовали исследования, опубликованные в форме препринтов, для принятия отдельных политических решений и подготовки стратегических документов во время пандемии. Всего COVID-19 было посвящено около 4 % всех научных публикаций, вышедших в 2020 году.
Широкое использование препринтов для освещения и обмена информацией во время пандемии привело к возобновлению дискуссий об их роли в сфере научной коммуникации. Многие исследователи выразили озабоченность качеством публикуемых препринтов и их негативном влиянии на научные открытия в этой области. Для борьбы с дезинформацией в конце июня 2020 года издательство MIT Press запустило экспериментальный журнал открытого доступа Rapid Reviews, спонсируемый на деньги гранта Patrick Joseph McGovern Foundation. При помощи инструментов искусственного интеллекта журнал идентифицирует значимые препринты, размещённые в онлайн-репозиториях, а затем публикует их на платформе и инициирует рецензирование, которое занимает несколько дней. Помимо этого, с авторов не взимается плата за публикацию статьи в открытом доступе.
В июле 2020 года Роспотребнадзор запустил портал COVID-19 PREPRINTS, на который исследователи могут загружать посвящённые вирусу работы как на русском, так и на английском языках.

## Репозитории

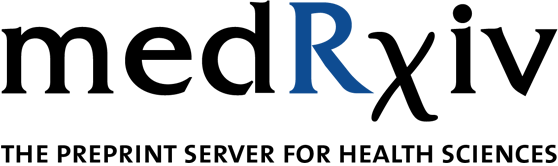
Логотип портала medRxiv, 2019 год

В большинстве случаев авторы размещают препринты в специализированных онлайн-архивах или репозиториях, после чего они становятся доступными для всех пользователей. В отличие от научных журналов, публикация препринтов не подразумевает прохождение рецензирования, однако все работы модерируются администраторами на предмет потенциальных противоречий, плагиата и дублирования. Пополнение коллекций архивов происходит за счёт самоархивирования — авторы самостоятельно загружают свои черновые работы или дублируют уже опубликованные исследования. Опубликованные в репозиториях работы находятся в свободном доступе  и соответствуют принципам открытой науки. Доступ к публикациям открывается сразу после размещения в хранилище, при этом каждому препринту присваивается уникальный идентификационный номер, который впоследствии используется для цитирования работы.
В 2009 году была основана Конфедерация репозиториев открытого доступа (COAR), деятельность которой направлена на объединение и поддержку репозиториев по всему миру. В состав конфедерации входят в том числе библиотеки и архивные службы Венского и Антверпенского университетов, библиотека Университета Макмастера, bepress и Всемирный банк. Одним из проектов COAR стала инициатива «Репозитории нового поколения», направленная на выявление общих моделей поведения, протоколов и технологий, позволяющих использовать новые и улучшенные функции для работы репозиториев. В 2017 году организация опубликовала первый отчёт о 19 потенциально полезных протоколах и технологий, которые можно внедрить для репозиториев. Отдельные организаторы создают глобальные поисковые системы, позволяющие осуществлять поиск по каталогам архивов. Так, Bielefeld Academic Search Engine, созданная библиотекой Билефельдского университета в Германии, осуществляет поиск по репозиториям. Платформа OAIster позволяет просматривать почти два миллиона электронных документов в более чем 200 репозиториях. К 2007 году у OAIster было
10 млн записей, а в 2015-м насчитывалось около 30 млн. Объединять и хранить данные позволяют и такие платформы как OpenDOAR, осуществляющая поиск по 3250 репозиториям, и Registry of Open Access Repositories (ROAR).
Выделяют тематические (дисциплинарные) и институциональные репозитории. К тематическим относят платформы как коммерческих, так и некоммерческих организаций, которые содержат коллекцию работ по определённой предметной области. Подавать работы могут исследователи из любого образовательного учреждения. Напротив, институциональные репозитории содержат коллекцию препринтов, выпущенных учёными из одного образовательного учреждения. Такие архивы могут содержать электронные копии работ, написанные как отдельными исследователями, так и группой подразделений. Также в институциональных архивах хранятся электронные печатные издания, технические отчёты, диссертации, базы данных. Примером институциональных репозиториев является DSpace Массачусетского технологического института.
Первым репозиторием считается созданный Полом Гинспаргом в 1991 году arXiv.org. К 2011 году ежегодное количество загрузок с платформы составило 1 млн, а среднее количество публикуемых материалов — 75 000. Уже к декабрю 2014 года портал обработал более 10 млн запросов на скачивание. За июнь 2020 года на портал было загружено 17 000 препринтов, а общее количество загрузок составило 1,89 млрд на 1,8 млн статей. Обслуживанием платформы занимается библиотека Корнеллского университета.
В 1999 году был создан PubMed Central — онлайн-архив работ по медицине. Проект был инициирован Национальными институтами здравоохранения (NIH). PubMed Central (PMC) является одним из крупнейших публичных архивов биомедицинских статей, частично это стало возможным благодаря депонированию всех финансируемых NIH исследований на портале. В июне 2013 года коллекция архива состояла из 2,7 млн статей; 1200 журналов размещали там копии всех публикуемых работ. По состоянию на май 2021-го, на платформе было выложено более 6 млн текстов. Другим крупным онлайн-архивом медицинских препринтов стал созданный в 2019 году medRxiv, который только за первый месяц своего существования получил 176 заявок на публикацию, из которых 116 (66 %) успешно прошли модерацию и были размещены на сайте. По состоянию на 30 июня 2020-го на портале было опубликовано 7695 препринта. В 2020 году около 31 % подаваемых заявок по теме COVID-19 не прошли модерацию. В 2013-м был запущен сервер bioRxiv для публикации препринтов по медико-биологическим наукам. Портал вскоре стал крупнейшей платформой для распространения знания в этих дисциплинах. В 2018 году количество загрузок с сайта превысило 1 млн в месяц — за первые 11 месяцев 2018 года исследователи отправляли в bioRxiv в среднем 1711 препринтов в месяц. Начиная с 2019 года сервер просматривают более четырёх миллионов раз в месяц. Изначально на портале преобладали статьи по эволюционной биологии, генетике и вычислительной биологии, однако с 2015 года исследователи всё чаще загружали работы по нейробиологии, клеточной биологии и биологии развития. В 2019 году опрос пользователей bioRxiv показал, что 42 % авторов публикуют свои препринты до рецензирования, тогда как 37 % публикуют статьи одновременно с отправкой в журнал. В основном авторы стремятся сделать работу открытой как можно раньше. Анализ всех 37 648 препринтов, загруженных к 2019 году, показал, что две трети препринтов, опубликованных до 2017 года, позже были изданы в рецензируемых журналах.
PeerJ Preprints — сервер препринтов по биологическим, медицинским и компьютерным наукам, поддерживаемый PeerJ. В 2016 году портал принял решение создать консультативную группу из 15 исследователей, занимающихся экспертными решениями по публикациям на портале.
SocArxiv содержит коллекцию препринтов по социальным наукам и является партнёром некоммерческого Центра открытой науки. Портал функционирует на платформе Open Science Framework (OSF) под началом Мэрилендского университета. На май 2021 года портал содержал 8100 статей.

## Влияние

### Научная коммуникация
Препринты способствуют ускорению процесса обмена научной информацией и демократизации знания. Отдельные исследования установили, что те статьи, которые изначально были выпущены в виде препринтов, получают больше внимания со стороны общественности и чаще используются для цитирования. Главным образом это происходит за счёт скорости публикации — если в случае традиционных научных журналов публикация работы занимает от полугода до нескольких лет, то препринт становится доступным общественности в течение 24—48 часов с момента загрузки на сайт. Помимо этого, статьи в научных журналах скрыты за пейволлами, в то время как препринты подразумевают наличие открытого доступа к материалам. В то время как плата за публикацию статьи в журналах открытого доступа может составлять $1500–3000, препринты публикуются бесплатно, что даёт шанс молодым исследователям и учёным из развивающихся стран распространять свои работы быстрее. Помимо этого, препринты подразумевают получение обратной связи от коллег, что положительно влияет на финальную версию работы.
Препринты и научные рецензируемые журналы преследуют разные цели — первые позволяют редактирование и отслеживание рабочих изменений в тексте, а последние играют важную роль в распространении верифицированного экспертами знания. Количество учёных, использующих препринты для публикации ранних версий своих работ, увеличивается с каждым годом. Так, согласно проведённому в 2016 году некоммерческой организацией ASAPbio опросу 90 %  из 392 респондентов, в том числе учёных-биологов, сотрудников фондов и журналистов, положительно относятся к препринтам, 78 % хотя бы раз читали препринт и 31 % — сами публиковали черновые версии статей. При этом 59 % респондентов расценили отказ в публикации статьи в конкретном рецензируемом журнале как достаточное основание для отказа от публикации препринта; немалая часть — 29 % участников опроса — всё равно опубликовали бы препринт.

### Публикационный процесс
Распространение препринтов оказало существенное влияние и на практики академической публикации — издательства начали создавать собственные сервера препринтов, чтобы иметь возможность контролировать новую сферу открытого доступа и идти нога в ногу с будущими поколениями исследователей. Так, в 2018 году Springer Nature запустило платформу для препринтов Research Square, которая вскоре стала одним из самых быстрорастущих репозиториев — по состоянию на май 2020 года там было размещено более 20 000 препринтов. В 2018 году Research Square инициировала создание бесплатной службы препринтов, позволяющих авторам загружать черновые работы одновременно с подачей рукописей в издательства. Таким образом, авторы могут получить обратную связь от экспертного сообщества в дополнение к формальной системе рецензирования. Если рукопись не принята к публикации, то препринт остается на платформе, однако без связующей информации об издательстве. Как и Springer, издательство Wiley внедрило систему Under Review, позволяющую авторам размещать рукопись в качестве препринтов на платформе Authorea во время прохождения этапа рецензирования. В отличие от Springer Nature и Wiley, Elsevier публикует препринты на более развитой платформе SSRN, которую издательство приобрело в 2016 году. Для интеграции поданных в журналы рукописей с SSRN издательство использует сервис FirstLook. Особое распространение практика получила в изданиях Cell Press и The Lancet во время пандемии — все размещаемые в SSRN препринты перед публикацией просматриваются редакторами журналов. Другое крупное издательство Taylor & Francis (T&F) приобрело в январе 2020 года платформу F1000 Research, обеспечивающую процесс коллективного рецензирования работ — после отправки автором рукописи и модерации администраторами, статьи становятся доступными для публичных рецензий, по мере подачи которых у автора есть возможность отредактировать статью.
Одновременно с этим появляются новые виды журналов, полностью ориентированные под работу с препринтами — overlay journals. В таких изданиях редакторы самостоятельно просматривают уже опубликованные препринты, отбирают наиболее перспективные, а затем обсуждают статьи с редакционной коллегией и приглашают авторов к публикации. Одним из первых журналов в этой сфере стал PLOS Genetics.

### Открытая наука
В основе практики распространения препринтов лежит принцип самоархивирования — автор самостоятельно размещает свою работу в репозитории или на персональном сайте, снабжая её ключевыми словами. Самоархивирование легло в основу «зелёного пути» перехода к открытому доступу, сформулированному в 2001 году в Будапештской инициативе открытого доступа. Согласно «зелёному пути», исследователи продолжают публиковать работы в традиционных коммерческих научных журналах, однако одновременно с подачей в издание они размещают копию работы в открытых источниках. Статьи размещаются в репозиториях как в виде препринтов, так и уже опубликованных версий. На время принятия инициативы «зелёный путь» казался наиболее демократическим способом достижения практик открытого доступа.

## Критика
Препринты критикуют за потенциальную опасность распространения дезинформации — отсутствие рецензирования может привести к публикации непроверенных результатов и популяризации ложных данных. Эти опасения усилились во время пандемии COVID-19, когда СМИ и социальные сети начали массово распространять не верифицированные научным сообществом данные. Например, в конце января 2020 года группа исследователей из Индийского института технологии опубликовала препринт о вставках генома ВИЧ в SARS-CoV-2, которых не было в предыдущих версиях коронавирусов — учёные предположили, что они были намеренно помещены в вирус. Другой препринт, размещённый в ResearchGate работником Южно-китайского технологического университета, также спекулировал об искусственном происхождении COVID-19. В обоих случаях статьи были немедленно изъяты после отрицательной реакции исследовательского сообщества. Несмотря на то, что правительство Китая и Всемирная организация здравоохранения осудили публикации, их стали распространять сторонники теорий заговора о коронавирусе. Отдельные исследователи выступали за то, чтобы не рецензированные статьи по медицине публиковались только при условиих контроля со стороны научного сообщества. Так, генеральный директор Cell Press Эмили Маркус в 2016 году заявила о недоверии к препринтам:

[…] Но если скорость [публикации] является основной мотивацией, а сообщество по-прежнему поддерживает важность рецензирования, есть ли другие решения, которые могли бы ускорить экспертную оценку, а не обходить её с помощью препринтов? В качестве примера, когда мы обсуждали, как Cell Press может наилучшим образом поспособствовать разрешению текущего кризиса, вызванного вирусом Зика, Wellcome Trust опубликовал заявление, под которым подписались многие журналы, о том, что они опубликуют все материалы о вирусе Зика в свободном доступе, поощряя неограниченный доступ к неотрецензированным материалам на серверах препринтов. Мы были обеспокоены социальной ответственностью по укреплению доверия к исследованиям, не прошедшим экспертную оценку, которые могут оказать прямое влияние на здоровье человека, и решили не подписывать декларацию Wellcome Trust.
Оригинальный текст (англ.)But if speed is the main motivator, and the community still supports the importance of peer review, are there other solutions that would speed up peer review rather than side-stepping it with preprints?  As an example, as we were discussing how Cell Press might best contribute to resolving the current Zika crisis, the Wellcome Trust issued a statement that many journals signed on to stating that they would make all content concerning the Zika virus free to access and encouraging unrestricted dissemination of non-peer-reviewed content on preprint servers. We were concerned about the social responsibility of promoting trust in non-peer-reviewed research that has potential direct impact on human health and opted not to sign the Wellcome Trust declaration.

Другие опасения в отношении препринтов касаются возможной кражи данных или идей, а также потенциальных войн препринтов — благодаря простому и быстрому процессу публикации отдельные работы провоцируют интернет-баталии, которые, в свою очередь, также могут подорвать авторитет исследователей.